# SUMMER VACATION
- ラブライブ! > ラブライブ!サンシャイン!! > Aqours > SUMMER VACATION

「SUMMER VACATION」(サマー バケーション）は、Aqoursのシングル。「ラブライブ！サンシャイン!! デュオトリオコレクションCD VOL.1」として、2017年8月2日にLantisから発売された。

## 概要
前作「Landing action Yeah!!」から約1ヶ月ぶりとなるシングル。デュオトリオコレクションの第1弾として位置付けられている。Aqoursとしてだけでなく、ラブライブ！のシングル作品としても初の4曲All A-sideシングル。4組のデュオトリオに分かれた曲を収録している。
発売前には各デュオ・トリオの衣装イメージを決定投票する企画が行われた。2017年5月30日発売の電撃G's magazine7月号で決定したデザインの衣装を着用したメンバーのイラストが公開された他、同年8月から9月にかけて行われた2ndツアーでもキャスト陣が同様の衣装を着用した。
キャッチコピーは「楽しかったね…夏」。

## チャート功績
8月1日付のオリコンデイリーランキングでは5位にランクイン。翌日の8月2日付では4位に上昇した。8月14日付のオリコン週間ランキングでは2.6万枚を売上げ4位にランクイン。デビューシングルから一度も途切れることなく11作連続で週間トップ5入りとなった。また、アニメ週間チャートにおいても10作連続となる1位を獲得した。

## 収録曲
収録内容におけるボーカル曲は太字、ボイスドラマパートは▲印で表記する。
- CD
  - 全作詞：畑亜貴

1. 夏への扉 Never end ver.
作曲・編曲：金崎真士　歌：桜内梨子（逢田梨香子）、国木田花丸（高槻かなこ）、小原鞠莉（鈴木愛奈）
  - 音楽に関する共通点があるメンバー[注 2]によるトリオ曲。夏らしさを存分に盛り込んだナンバー。衣装イメージは「ハリケーンブロッサム」。
2. 真夏は誰のモノ？
作曲・編曲：原田篤　歌：黒澤ダイヤ（小宮有紗）、黒澤ルビィ（降幡愛）
  - 黒澤家姉妹によるデュオ曲。衣装のイメージをそのまま楽曲に起こしたような情熱的な曲。衣装イメージは「インフェルノフェニックス」。
3. 地元愛♡満タン☆サマーライフ
作曲・編曲：石倉誉之　歌：渡辺曜（斉藤朱夏）、津島善子（小林愛香）
  - 沼津中心地在住メンバー[注 3]によるデュオ曲。「地元愛」は「じもあい」と読む。衣装イメージは「ユニコーンブリザード」。
4. 夏の終わりの雨音が
作曲：片桐周太郎　編曲：江上浩太郎　歌：高海千歌（伊波杏樹）、松浦果南（諏訪ななか）
  - 幼馴染のメンバーによるデュオ曲。夏の終わりを感じさせる切ないダンスナンバーで、2人による語りが随所に挿入されている。衣装イメージは「トワイライトタイガー」。
5. 南天の白き千歌と果南▲
6. 西天の眩きルビィとダイヤ▲
7. 東天の危うき曜と善子▲
8. 北天の遥かなる梨子と鞠莉と花丸と……▲